# Det gyllene förstoringsglaset
Det gyllene förstoringsglaset är en utmärkelse som delas ut till personer, initiativ eller organisationer som gjort enastående insatser för källkritik och kritiskt tänkande på nätet.
Priset instiftades 2017 av Internetstiftelsen och Metros Viralgranskaren (sedermera Källkritikbyrån) och har sedan dess delats ut årligen på Källkritikens dag, den 13 mars.

## Pristagare

### 2017
- Skolpriset: Årstaskolan (med läraren Josef Sahlin som mottagare) i Stockholm[1]
- Allmänhetens pris: Conny Andersson och Facebook-sidan Bluffakuten[2]

### 2018
- Skolpriset: Martin Törnros för Ekokammaren och Mikoteket[3]
- Allmänhetens pris: DN-journalisten Matilda Gustavsson[4]

### 2019
- Skolpriset: Anette Holmqvist och Kolla Källan[5]
- Allmänhetens pris: Peter Olausson för Faktoider[5]

### 2020
- Skolpriset: Projektet Nätsmart Mora[6]
- Allmänhetens pris: Facebookgruppen  Källkritik, fake news och faktagranskning[6]
- Hederspristagare: Torsten Thurén[6]

### 2021
- Skolpriset: Monika Staub Halling[7]
- Allmänhetens pris: Kungliga biblioteket och Digiteket[7]
- Hederspristagare: SeniorNet Sweden[7]

### 2022
- Skolpriset: Thomas Nygren[8]
- Allmänhetens pris: Lilla Aktuellt[8]
- Hederspristagare: Ulla Carlsson[8]

### 2023
- Skolpriset: Jutta Haider och Olof Sundin[9]
- Allmänhetens pris: Alkompis[9]

### 2024
- Skolpriset: Arbetets museum [10]
- Allmänhetens pris: Linda Ahlerup och Magnus Ranstorp [10]
- Hederspristagare: Wikipedianen [10]

### 2025
- Skolpriset: Lisa Eriksson, Makerzone Sollentuna [11]
- Allmänhetens pris: SVT verifierar [11]
- Hederspristagare: Folkbibliotekarien [11]